# Johan Legemaate

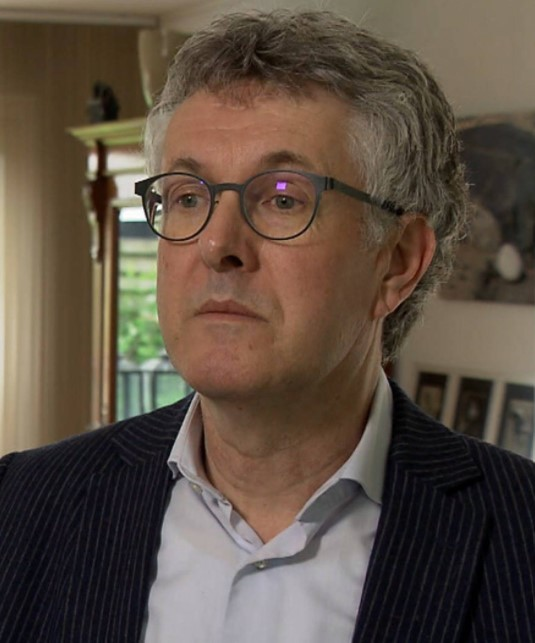
Johan Legemaate (2017)

Johan Legemaate (Zierikzee, 11 november 1958) is een voormalig hoogleraar gezondheidrecht bij het Amsterdam UMC en de Universiteit van Amsterdam (UvA) van 2010 tot 2024. Zijn wetenschappelijke activiteiten bij de medische en juridische faculteiten van de UvA combineerde hij met werkzaamheden als juridisch adviseur van het Amsterdam UMC.

## Opleiding
Johan Legemaate volgde middelbaar onderwijs (VWO) in Terneuzen. Van 1977 tot 1982 studeerde hij rechten aan de Universiteit van Utrecht. Tijdens de laatste jaren van deze studie werkte hij als vrijwilliger in een wetswinkel die zich richtte op het ondersteunen van psychiatrische patiënten bij schendingen van hun rechten. In 1991 promoveerde Legemaate aan de UvA op een proefschrift getiteld “De rechtspositie van vrijwillig opgenomen psychiatrische patiënten”. Zijn promotor was prof. dr. H.J.J. Leenen. 

## Loopbaan
Van 1982 tot 1991 werkte Legemaate als juridisch medewerker van de Stichting Patientenvertrouwenspersoon Geestelijke Gezondheidszorg in Utrecht (Stichting  (PVP). Deze functie sloot goed aan bij zijn eerdere ervaringen als wetswinkelier in de psychiatrie. Na het voltooien van zijn proefschrift in 1991 stapte hij over als jurist naar de KNMG, de grootste artsenorganisatie van Nederland. Daar werkte hij met een korte onderbreking tot september 2010. Hij combineerde zijn functie bij de KNMG met universitaire aanstellingen als hoogleraar gezondheidsrecht (Universiteit van Rotterdam 1993-2002, Vrije Universiteit van Amsterdam 2005-2010). In het najaar van 2010 verliet hij de KNMG om aan de slag te gaan als voltijds hoogleraar gezondheidsrecht bij de Universiteit van Amsterdam, mede ten behoeve van het (toenmalige) AMC. Dit combineerde  hij met diverse nevenwerkzaamheden op het gebied van gezondheidsrecht.
Tijdens de jaarvergadering van de Vereniging voor Gezondheidsrecht op 12 april 2024 werd aan Legemaate de Roscam Abbing-penning uitgereikt, als waardering voor zijn jarenlange bijdrage aan het gezondheidsrecht.

## Onderwijs en onderzoek

### Onderwijs
Aan de juridische faculteit van de UvA was Legemaate opleidingsdirecteur van de Master Gezondheidsrecht, een van de twee masters op dit gebied in Nederland. Oorspronkelijk was deze master een track binnen de master publiekrecht. In 2019 werd deze track onder leiding van Legemaate omgevormd tot een zelfstandige master. Tot medio 2023 coördineerde Legemaate deze master. Hij draagt nog steeds bij aan het onderwijs. In 2015 werd Legemaate binnen de juridische faculteit verkozen tot docent van het jaar en werd hij genomineerd voor de titel van UvA-docent van het jaar. Die laatste titel ging dat jaar naar een hoogleraar van een andere faculteit.

### Onderzoek
Al sinds zijn jaren aan de Erasmus Universiteit richt het wetenschappelijk onderzoek van Legemaate zich vooral op de spanning tussen de theorie van het recht en de praktijk van de gezondheidszorg. Sinds 1996 is hij betrokken geweest bij een groot aantal wetsevaluaties op dit gebied, onder meer die van de Wet klachtrecht cliënten zorgsector (1999), de Wet geneeskundige behandelingsovereenkomst (2000), de Euthanasiewet (2012 en 2017) en de Wet afbreking zwangerschap (2020). Ook nam hij deel aan thematische wetsevaluaties naar zelfbeschikking in de zorg (2013), toezicht op de kwaliteit van zorg (2013) en gedwongen zorg (2014). In 2021-2022 was hij de projectleider van de evaluatie van de Wet verplichte geestelijke gezondheidszorg en de Wet zorg en dwang. Hij maakte deel uit van de onderzoeksgroep die in 2023 voor de vierde keer de euthanasiewet evalueerde. Tussen 1996 en 2024 was Legemaate betrokken bij in totaal 20 projecten op het gebied van wetsevaluatie in de zorg.
De wetenschappelijke publicaties van Legemaate richten zich vooral op de rechten van de patiënt, de regulering van de kwaliteit van zorg en medisch handelen rond het levenseinde. Samen met Anniek de Ruijter richtte Legemaate in 2020 het Law Centre for Health and Life op, de onderzoekspoot van de UvA-sectie gezondheidsrecht.
Legemaate is (co)auteur van tal van richtlijnen op het gebied van ethiek en recht in de zorg, waaronder de KNMG-richtlijn palliatieve sedatie 2005, de GOMA 2010 en een handreiking over samenwerking in de zorg uit 2010. Hij was ook betrokken bij de meeste recente herziening (in 2018) van de richtlijn over hulp bij zelfdoding aan patiënten met een psychische stoornis. Legemaate was ook een van de initiatiefnemers van het OPEN-project, waarin het AUMC, de Vrije Universiteit en het Nivel samenwerkten. Dit project onderhield een leernetwerk van ziekenhuizen, die met elkaar best practices uitwisselen over het open en eerlijk informeren van patiënten na medische incidenten en fouten. 
Als deskundige op het gebied van het gezondheidsrecht geeft Legemaate regelmatig commentaar op actuele ontwikkelingen op radio of televisie, of in de schriftelijke media, over onderwerpen als levensbeeindiging bij minderjarigen, schadevergoeding na medische fouten, het gebruik van zwijgcontracten in de zorg en selectie van patiënten voor een IC-bed tijdens de coronapandemie.
In 2007 kreeg Legemaate in het kader van een door het tijdschrift Mr. uitgeroepen verkiezing door vakgenoten de Gouden Peer Gezondheidsrecht uitgereikt, als beste jurist op het terrein van het gezondheidsrecht. Legemaate is hoofdredacteur van het Handboek Gezondheidsrecht, het meest gezaghebbende handboek binnen dit vakgebied. Daarvan verscheen in augustus 2024 een negende druk.

## Nevenwerkzaamheden
Legemaate was 2004 tot 2012 voorzitter van de Vereniging voor Gezondheidsrecht. Hij maakte van 2002-2022 deel uit van de redactie van het Tijdschrift voor Gezondheidsrecht. Sinds de jaren negentig van de vorige eeuw is hij toezichthouder geweest bij een aantal zorginstellingen, waaronder het Jeroen Bosch Ziekenhuis en, vanaf 2017-2024, het Deventer Ziekenhuis. In dat kader maakte hij ook enkele jaren deel uit van de wetenschappelijke adviesraad van de Nederlandse Vereniging voor Toezichthouders in de Zorg (NVTZ). 
In 2012 werd Legemaate benoemd tot lid-jurist van het Centraal Tuchtcollege in de Gezondheidszorg. Ook is hij raadsheer-plaatsvervanger in de medische strafkamer van het Gerechtshof Den Bosch. Eerder maakte Legemaate deel uit van de Gezondheidsraad, de raad van advies van de Autoriteit Persoonsgegevens en de Raad voor civiel-militaire Zorg en Onderzoek (RZO). Daarnaast was hij lid van tal van (begeleidings)commissies, onder andere in het kader van een politiek omstreden onderzoek naar de omvang van de groep mensen die het leven wil beëindigen op grond van een voltooid leven.
Per 1 januari 2024 werd Legemaate door de minister van VWS benoemd tot voorzitter van de regionale toetsingscommissie euthanasie in Regio 5 (Noord-Brabant/Limburg).

## Emeritaat
Op 21 juni 2024 nam Legemaate afscheid als hoogleraar aan het Amsterdam UMC en de juridische faculteit van de UvA, door het uitspreken van een rede getiteld ‘Beter (met) gezondheidsrecht’. Bij die gelegenheid werd hij benoemd tot Officier in de Orde van Oranje Nassau en werd hem een Liber Amicorum aangeboden met daarin 25 bijdragen van collega’s over uiteenlopende gezondheidsrechtelijke onderwerpen (titel: ‘Goed gezondheidsrecht - De maat van Legemaate’). De afscheidsrede en het Liber Amicorum zijn uitgegeven door Koninklijke Boom Uitgevers.
- International Standard Name Identifier: 0000 0000 3979 8671
- Nationale Bibliotheek van Israël: 987007332975105171
- Système universitaire de documentation: 176896562
- Virtual International Authority File: 4117183